# Dewildemania upembensis
Dewildemania upembensis là một loài thực vật có hoa trong họ Cúc. Loài này được Lisowski mô tả khoa học đầu tiên năm 1992.